# Fabian Pulz
Fabian Pulz (* 26. Juli 1974) ist ein deutscher Jurist und Richter am Bundesarbeitsgericht.

## Leben und Wirken
Pulz studierte Rechtswissenschaften an der Universität Münster. Nachdem er das Erste Juristische Staatsexamen abgelegt und das anschließende Referendariat am Landgericht Heidelberg im Jahr 2000 mit dem Zweiten Staatsexamen in Baden-Württemberg beendet hatte, arbeitete er zunächst in einer Frankfurter Rechtsanwaltskanzlei. Im April 2002 trat er als Arbeitsrichter in den Justizdienst des Landes Baden-Württemberg ein und wurde zunächst am Arbeitsgericht Ulm eingesetzt. 2003 wurde er von der Universität Mannheim mit der aktienrechtlichen Schrift Personalbindung durch aktienkursorientierte Vergütung: Wartezeiten, Verfügungsbeschränkungen und -verbote, sowie Entfallsregelungen bei realen und virtuellen Aktien- und Aktienoptionsprogrammen zum Dr. iur. promoviert. Es folgten Abordnungen als wissenschaftlicher Mitarbeiter an das Bundesarbeitsgericht von 2007 bis 2009 sowie an das Bundesverfassungsgericht von 2013 bis 2015. Außerdem war er am Arbeitsgericht Mannheim und am Arbeitsgericht Stuttgart tätig sowie im Rahmen einer Abordnung am Landesarbeitsgericht Baden-Württemberg. Außerdem unterrichtete Pulz von 2003 bis 2007 an der Hochschule für Wirtschaft und Umwelt Nürtingen-Geislingen.
2018 wurde Pulz zum Richter am Bundesarbeitsgericht gewählt. Er wurde dem vor allem für Gratifikationen, Sondervergütungen und Zulagen zuständigen 10. Senat zugewiesen und trat seine Stelle zum 1. November 2018 an.